# Santa Lucía, Quintana Roo
Santa Lucía är en ort i Mexiko.   Den ligger i kommunen Felipe Carrillo Puerto och delstaten Quintana Roo, i den östra delen av landet, 1 100 km öster om huvudstaden Mexico City. Santa Lucía ligger 31 meter över havet och antalet invånare är 139.
Terrängen runt Santa Lucía är platt. Runt Santa Lucía är det mycket glesbefolkat, med 4 invånare per kvadratkilometer. Närmaste större samhälle är Nuevo Israel, 18,4 km sydost om Santa Lucía. I omgivningarna runt Santa Lucía växer i huvudsak städsegrön lövskog.